# Dilophus hortulana
Dilophus hortulana är en tvåvingeart som först beskrevs av Carl von Linné 1758.  Dilophus hortulana ingår i släktet Dilophus och familjen hårmyggor. Inga underarter finns listade i Catalogue of Life.